# 한재권 (응원 단장)
한재권(1978년 10월 10일 ~ , 서울특별시)은 대한민국의 응원단장, 유튜버, 교수이다. 현재 KBO 리그 두산 베어스, V리그 안산 OK저축은행 러시앤캐시, WKBL 아산 우리은행 위비의 응원단장으로 활동하고 있으며, 유튜브 '한재곰TV'를 운영하고 있다.

## 출생
- 1978년 10월 10일 서울특별시 출생

## 학력
- 양정고등학교
- 경희대학교 환경조성디자인과

## 응원단 경력
- 1999년 ~ 2001년 창원 LG 세이커스 응원단장
- 울산 모비스 응원단장
- 전주 KCC 이지스 응원단장
- 금호생명 응원단장
- 서울 우리캐피탈 드림식스 응원단장
- 2013년 FC 서울 V맨
- 2013년 ~ 현재 아산 우리은행 위비 응원단장
- 2014년 ~ 현재 두산베어스 응원단장
- 2014년 ~ 현재 안산 OK저축은행 러시앤캐시 응원단장

## 기타 경력
- 세계 치어리딩 페스티벌 심사위원
- 현재 치어킹코리아 스포테인먼트 대표
- 현재 알렉스튜디오 본부장
- 현재 빅타이드 명예이사
- 현재 프로스포츠응원단장협의회 회장
- 현재 한국방송예술교육진흥원 실용무용전공 교수

## 응원 스타일
- 경기 도중 관중석을 돌아다니며 응원을 하도록 권유한다.
- 큰 목소리를 가지고 있어, 마이크가 필요 없다.
- 야구의 경우, 8회에는 육성 응원을 진행한다.
- 배구의 경우, 많은 사람들이 응원을 할 수 있도록 경기장 끝에서 끝까지 계속 돌아다닌다.
- 여자농구의 경우, 다 같이 한 구호로 외칠 수 있게 말한다.